# Bârsești
Bârsești es una comuna ubicada en el distrito de Vrancea, Rumania.

## Superficie
Posee una superficie de 27,47 kilómetros cuadrados.

## Demografía
Hasta 2021 la población era de 1132 habitantes, con una densidad de población de 41,21 habitantes por kilómetro cuadrado.